# 海倫娜 (明尼蘇達州)
海倫娜（英語：Helena）是位於美國明尼蘇達州斯科特縣海倫娜鎮區及斯普林萊克鎮區的一個非建制地區。

## 地理
海倫娜所處的海拔為高於海平面262米（即860英呎），而該地所採用的時區為UTC-6，即北美中部時區（CST）。同時該地設有夏令時間，為UTC-6調快一小時，即UTC-5（CDT）。